# Dialepta micropolia
Dialepta micropolia är en fjärilsart som beskrevs av Turner 1913. Dialepta micropolia ingår i släktet Dialepta och familjen mott. Inga underarter finns listade i Catalogue of Life.